# Bil Keane

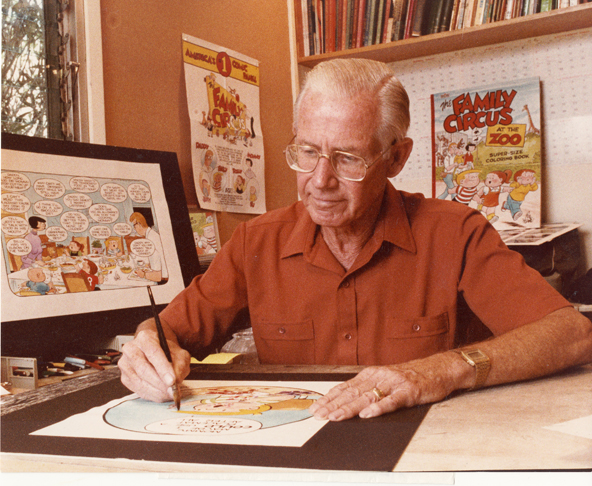
Bil Keane (1990)

William „Bil“ Aloysius Keane (* 5. Oktober 1922 in Philadelphia, Pennsylvania; † 8. November 2011 in Paradise Valley, Arizona) war ein US-amerikanischer Cartoonist. 

## Leben
Bil Keane zeichnete schon in seiner Zeit bei der US Army, während der er zur Zeit des Zweiten Weltkriegs in Australien stationiert war. Zurück in der Heimat zeichnete er für die Tageszeitung erste Comic-Strips, Silly Philly und später den Cartoon Channel Chuckles. 1959 zog die Familie Keane nach Paradise Valley. Seine Cartoon-Serie The Family Circus erschien 1960 zum ersten Mal. Die humoristischen, stets in einem kreisrunden Rand gehaltenen Cartoons, befassen sich mit einer Familie mit vier Kindern, wobei Keane seine eigene Familie zum Vorbild nahm. Die Serie, welche in mehr als tausend Zeitungen abgedruckt wurde, gehört zu den bekanntesten Cartoons der Vereinigten Staaten. 
Von 1981 bis 1983 war Keane Präsident der National Cartoonists Society. Er war Vater von vier Söhnen und einer Tochter. Sein Sohn Glen Keane ist als Zeichentrick-Animator bekannt.

## Preise & Auszeichnungen (Auswahl)
- 1982: Reuben Award für The Family Circus

## Filmografie
- 1978: A Special Valentine with the Family Circus (Fernsehfilm, Konzept)
- 1979: A Family Circus Christmas (Fernsehfilm, Konzept „The Family Circus“)
- 1982: A Family Circus Easter (Fernsehfilm, Comics „Family Circus“)